# TAI Aksungur
El TAI Aksungur es un vehículo aéreo no tripulado (UAV) construido por Turkish Aerospace Industries (TAI) para las Fuerzas Armadas de Turquía. Utilizando la tecnología existente de la serie de drones TAI Anka, es el drone más grande del fabricante con capacidad de carga útil para equipos específicos de misión.

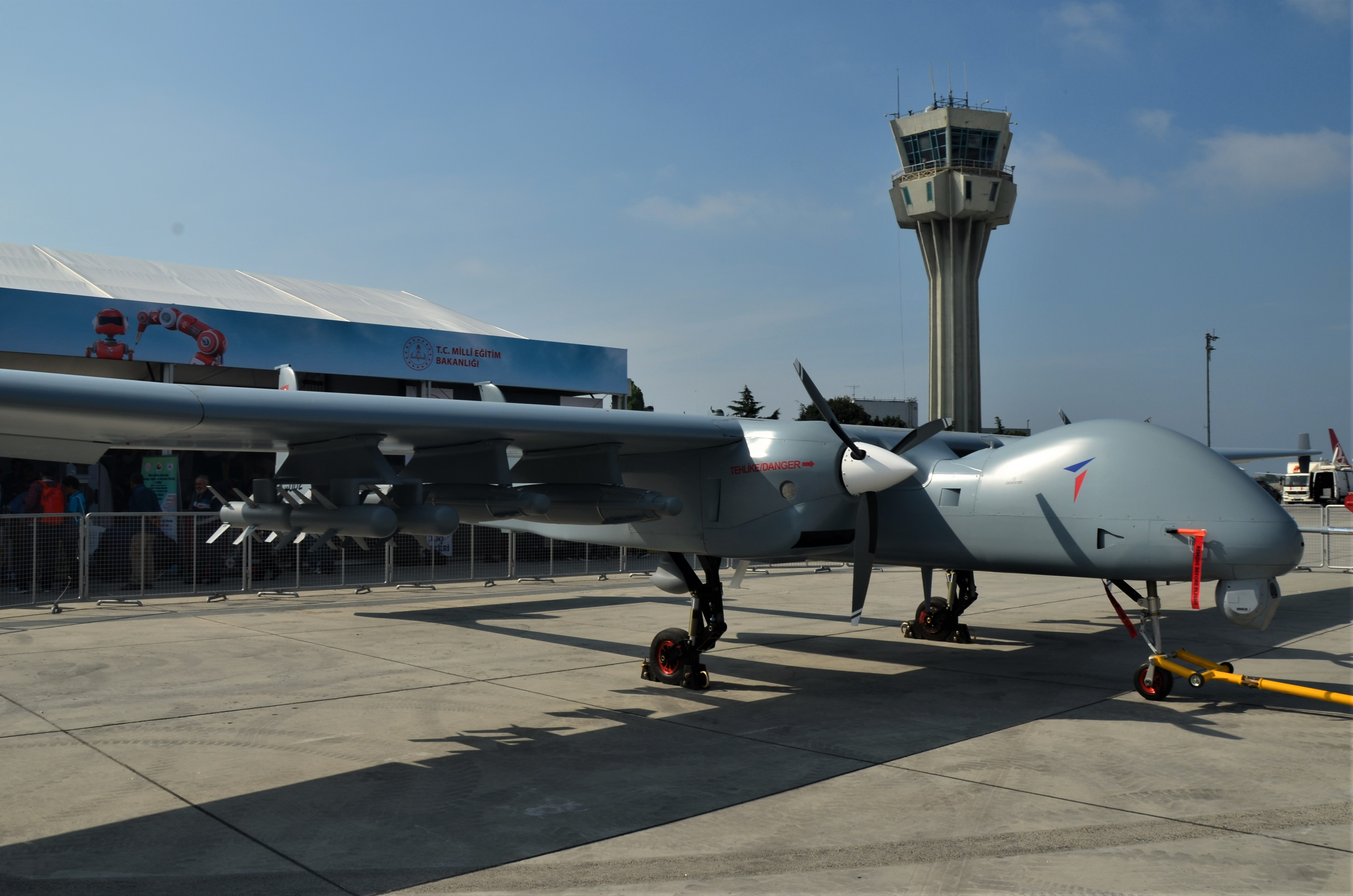
Un TAI Aksungur en 2019

Está destinado a ser utilizado para vigilancia a largo plazo, inteligencia de señales, misiones de patrulla marítima o como vehículo aéreo de combate no tripulado. TAI planeó integrar paquetes de armas y poner el Aksungur en producción a principios de 2020. La primera unidad se entregó a las Armada de Turquía el 20 de octubre de 2021.